# Henning Genz
Henning Genz (* 28. Februar 1938 in Braunschweig; † 22. September 2006) war ein deutscher theoretischer Elementarteilchenphysiker und Physik-Autor.

## Leben und Werk
Genz studierte nach dem Abitur in Hameln 1958 Physik und Mathematik an der Universität Göttingen und an der Ludwig-Maximilians-Universität München, wo er 1965 sein Diplom machte und 1968 bei Fritz Bopp mit einer Arbeit Zur Definition und Interpretation von Mehrbahn-Operatoren in relativistischen Streutheorien promoviert wurde. Als Postdoc war er bis 1970 zu Forschungsaufenthalten an der Universität Hamburg und am Lawrence Berkeley National Laboratory (LBL).  Er war ab 1970 als wissenschaftlicher Assistent (Habilitation 1972) und ab 1974 Professor für Theoretische Physik an der Universität Karlsruhe. 2003 emeritierte er.
Das Spezialgebiet von Genz war Elementarteilchenphysik. Er ist aber vor allem als Autor populärwissenschaftlicher Bücher über Physik bekannt, beginnend mit einem Buch über Symmetrie in der Physik und den Naturwissenschaften. Genz schrieb auch regelmäßig für Spektrum der Wissenschaft und stellte schon früh computererzeugte wissenschaftliche Filme her (z. B. in den 1970er Jahren zu Solitonengleichungen). Bei seinem Tod waren noch zwei weitere populärwissenschaftliche Bücher in Vorbereitung.

## Schriften
- Gedankenexperimente, Wiley/VCH 1999, rororo 2005, ISBN 3499619709 (ein gleichnamiger Aufsatz erschien schon 1996 im Heft 2 von Physik in unserer Zeit).
- Wie die Zeit in die Welt kam – die Entstehung einer Illusion aus Ordnung und Chaos, Hanser 1996, rororo 1999, ISBN 349960731X.
- Symmetrie – Bauplan der Natur, Piper 1987, Piper Taschenbuch 1991, 2000, ISBN 3492115799.
- mit R. Decker: Symmetrie und Symmetriebrechung in der Physik, Vieweg, Teubner 1991, ISBN 3528085584.
- Principles of Symmetry in Physics, Springer 1998.
- Nichts als das Nichts – die Physik des Vakuums, Wiley-VCH 2004.
- Die Entdeckung des Nichts – Leere und Fülle im Universum, Hanser 1994, rororo 1999, ISBN 3499607298  (englische Übersetzung: Nothingness – the science of empty space, Reading 1998).
- mit Ernst Peter Fischer: Was Professor Kuckuck noch nicht wußte – Naturwissenschaftliches in den Romanen von Thomas Mann, ausgewählt, kommentiert und auf den neuesten Stand gebracht, rororo 2004, ISBN 3499615800.
- Wie die Naturgesetze Wirklichkeit schaffen. Über Physik und Realität, Hanser 2002, rororo 2004.
- War es ein Gott? Zufall, Notwendigkeit und Kreativität in der Entwicklung des Universums, Hanser 2006, rororo 2008.
- Elementarteilchen, Fischer kompakt, 2003, ISBN 3596153549.